# Zeche Hermann (Witten)
Die Zeche Hermann ist ein ehemaliges Steinkohlenbergwerk in Witten-Muttental. Das Bergwerk ist auf Grund der Neuverleihung eines Feldesteils der Zeche Österbank entstanden.

## Geschichte

### Die Anfänge
Im Jahr 1882 wurde eine neue Mutung auf das Längenfeld der stillgelegten Zeche Österbank eingelegt. Als Muter trat der Bergwerksdirektor der Zeche Louisenglück, Dietrich Köllermann auf. Das Längenfeld, für das er die Mutung einlegte, war von der Zeche Österbank nur zum Teil abgebaut worden. Am 6. Februar des Jahres 1883 wurde die Berechtsame Österbank unter dem Namen Hermann neu verliehen. Sie wurde an Dietrich Köllermann als Repräsentant verliehen. Nach der Verleihung wurde das Bergwerk in Betrieb genommen. Im selben Jahr wurde der Schacht Margarethe (Schacht 1) geteuft. Der Ansatzpunkt des Schachtes befand sich an der Berghauser Straße in der Nähe des heutigen Parkplatzes. Der Schacht wurde tonnlägig im Flöz Geitling bis auf eine flache Teufe von 63 Metern abgeteuft. Um das beim Teufen anfallende Bergematerial deponieren zu können, wurde im Tal eine Bergehalde aufgeschüttet. Hier wurde auch das bei der Auffahrung der Stollen anfallende Bergematerial aufgeschüttet. Im Jahr 1884 war die Zeche nachweislich in Betrieb.

### Die weiteren Jahre
Im Jahr 1884 wurde neben Schacht Margarethe ein Zechenhaus erbaut. Das Haus hatte drei Räume und war mit einer Toilette ausgestattet. Im Jahr 1886 wurde das Grubenfeld der Zeche Herberholz übernommen. Diese Übernahme durch die Zeche Hermann war nur möglich geworden, weil der Hauptgewerke Köllermann einen Teil der stillgelegten Zeche Herberholz übernommen hatte. Trotz dieser Übernahme wurde das Grubenfeld weiterhin unter dem Namen Herberholz geführt. Durch die Übernahme des Feldes Herberholz war die Zeche Hermann berechtigt, auch unterhalb der Stollensohle abzubauen. Dadurch war es nun möglich, zwei Flöze, die sich unterhalb der Stollensohle befanden, abzubauen. Um an die Flöze zu gelangen, wurde der Schacht 1 tiefer geteuft. Um das Jahr 1888 wurde am Schacht eine Dampfmaschine für die Schachtförderung installiert. Mit Förderkübeln wurden die Kohlen im Schacht nach über Tage gefördert. Die Kübel wurden aber auch für die Wasserhaltung verwendet. Insbesondere bei nassem Wetter sammelte sich dieses Wasser im Schachtsumpf. Im Jahr 1889 wurde der Schacht 2, auch Schacht Anna oder Neuer Schacht genannt, geteuft. Der Schacht Anna wurde ebenso wie auch Schacht Margarethe tonnlägig geteuft. Er wurde im Muttental etwa 230 Meter westlich von Schacht 1 angesetzt und wurde bis auf eine Teufe von 84 Metern geteuft. Unter Tage wurde Schacht Anna mit einer Doppel-Plunger-Pumpe für die Wasserhaltung ausgerüstet, die von einer übertägig stehenden Dampfmaschine angetrieben wurde. Schacht 1 wurde von nun an auch Alter Schacht genannt. Am 2. November des Jahres 1891 konsolidierte die Zeche Hermann mit anderen Zechen und Grubenfeldern zur Zeche Vereinigte Hermann.

### Förderung und Belegschaft
Die ersten bekannten Belegschafts- und Förderzahlen stammen aus dem Jahr 1883, damals waren drei Bergleute auf dem Bergwerk beschäftigt, die eine Förderung von 23 Tonnen erbrachten. Im Jahr 1885 wurden mit drei bis vier Bergleuten 824 Tonnen Steinkohle gefördert. Die maximale Förderung wurde im Jahr 1889 von neun Bergleuten erbracht, es wurden 2147 Tonnen Steinkohle gefördert, dies sind auch letzten bekannten Förder- und Belegschaftszahlen des Bergwerks.

## Was geblieben ist
An die Zeche Hermann erinnert heute noch die Abraumhalde. Der Abraum wurde über eine kurze Gleisanlage mittels Förderwagen aus dem Stollen hierhin transportiert und aufgeschüttet.

## Bilder

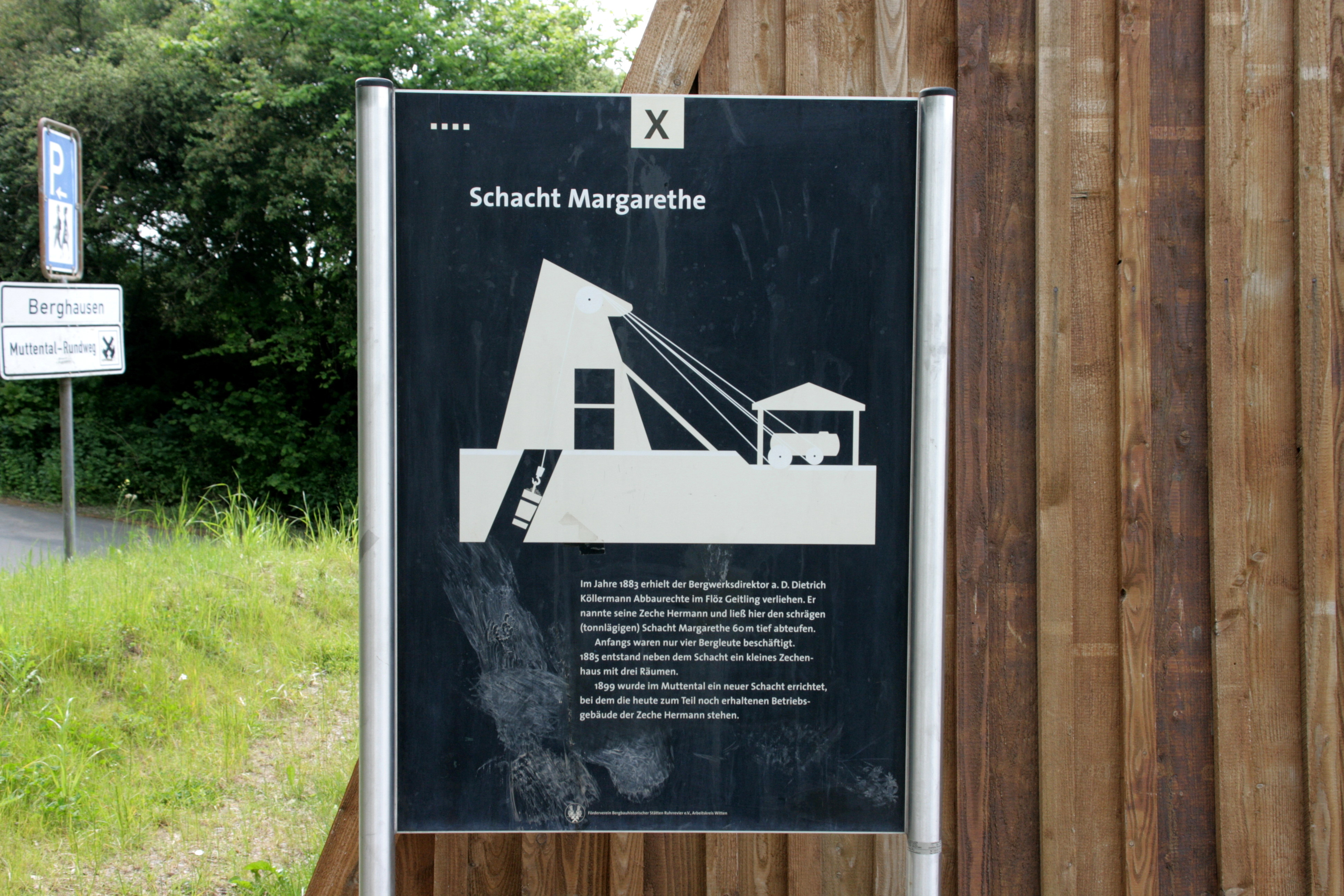
Beschreibung des Schachtes Margarethe
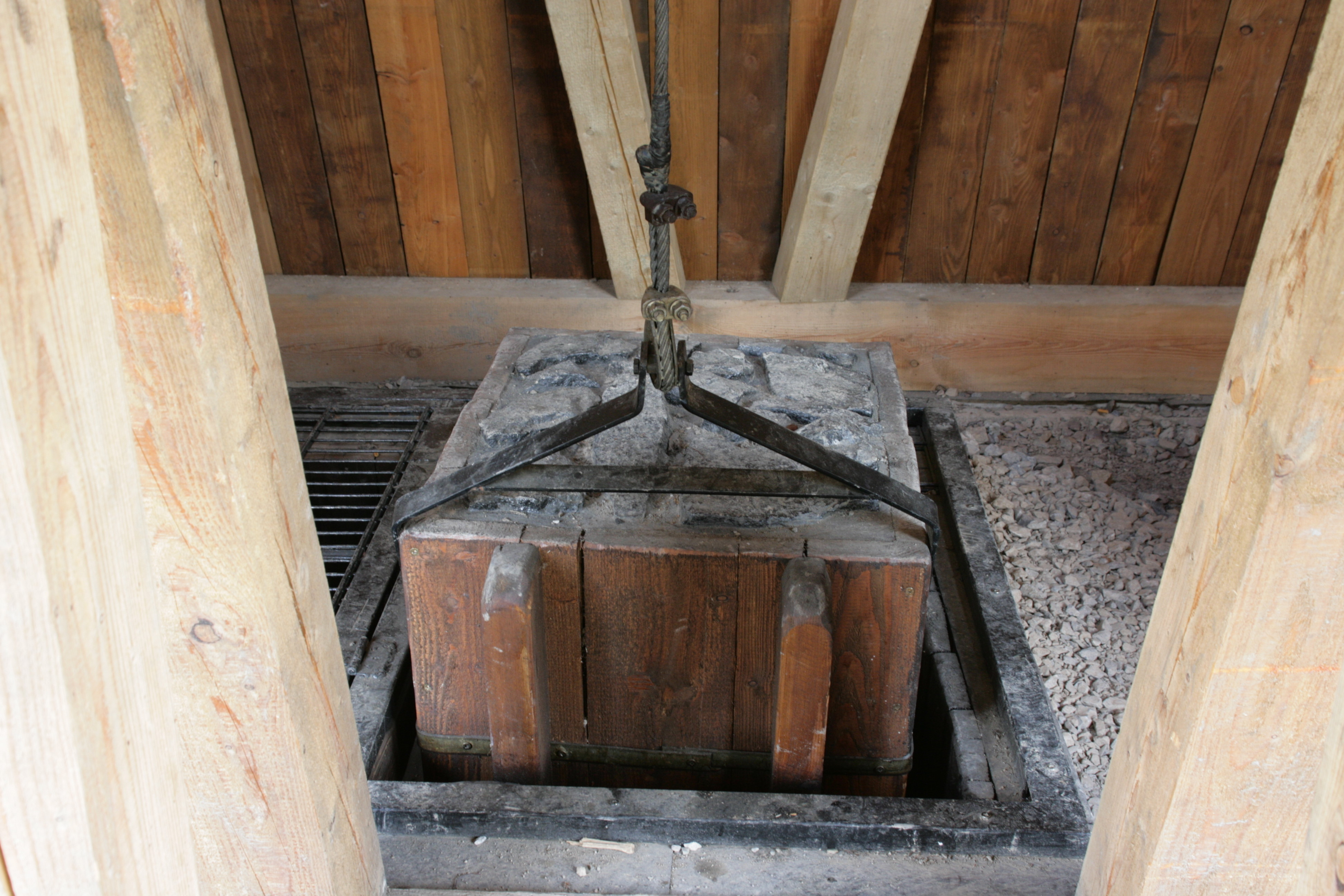
Die Förderanlage